# Georges Astalos
Georges Astalos (4. října 1933, Bukurešť – 27. dubna 2014) byl francouzský spisovatel, básník a dramatik rumunského původu.

## Kariéra
Astalos vystudoval na jezuitské koleji v Bukurešti. První hra Vin soldații byla uvedena v sezóně 1968/1969 v divadle Cassandra. V roce 1971 odešel do Paříže. Zde měla o rok později premiéru jeho hra La Pomme.

## Vybrané dílo
- Exil, 2003
- Héritage lyrique : sélection anthologique de la poésie israelienne d'expression roumaine, 2002
- Voix de Roumanie, spolu s Jeanem Poncetem, 1997
- Magma, 1992
- Qu'allons-nous faire sans Willi : pièce close en quatre tableaux, 1980
- Bordel à merde : poésie, 1975